# Historia del vegetarianismo

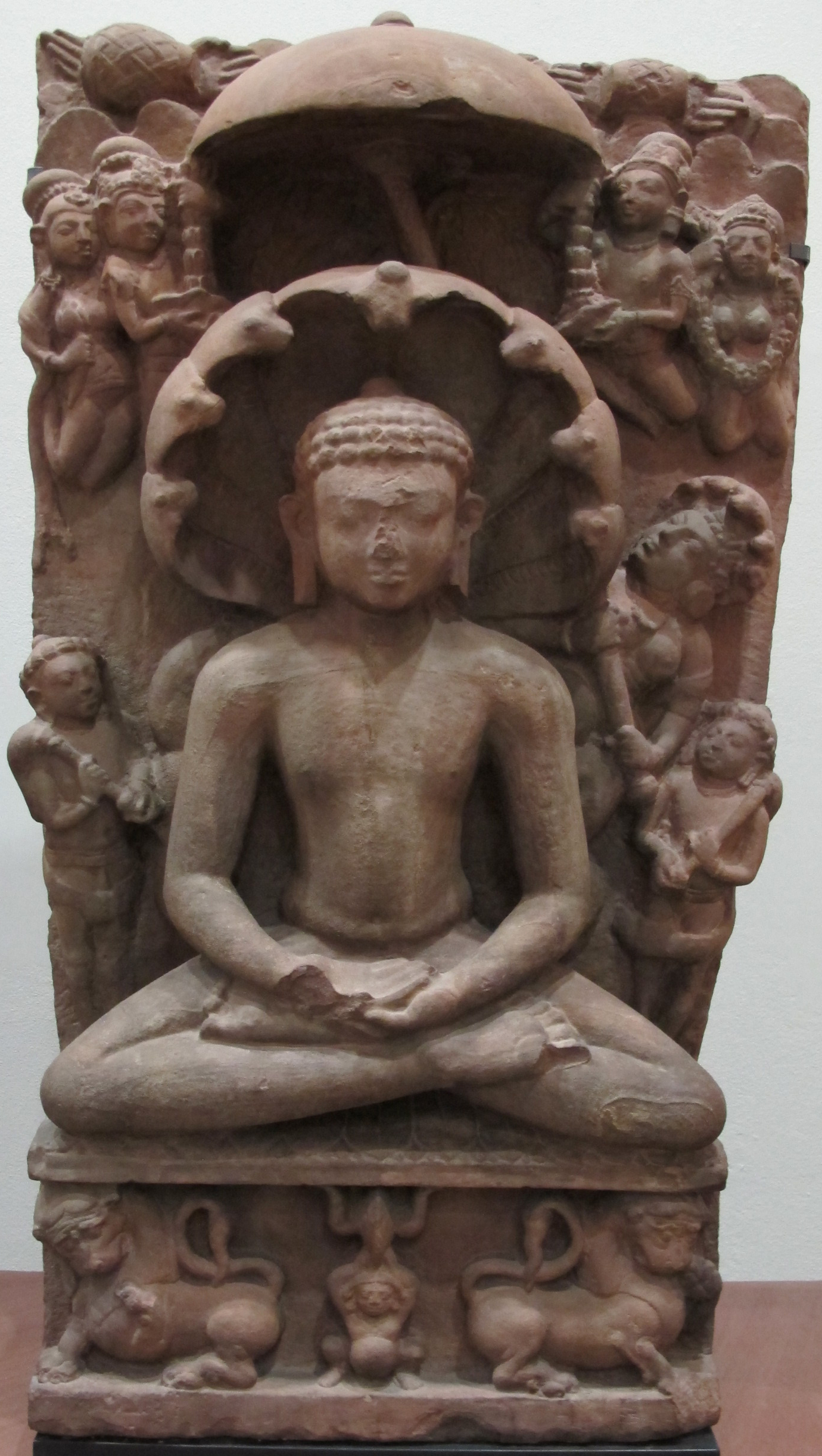
Parsuá fundó el vegetarianismo jaina en el, la forma más estricta y más comprensiva de vegetarianismo.

La historia del vegetarianismo y sus variantes (frugivorismo, semivegetarianismo, etc.), como concepto y práctica entre un número significativo de personas, comienza en la antigua India, especialmente entre los jainas (vegetarianismo jaina) y en particular en el norte y oeste. Tiempo después aparece en las antiguas civilizaciones griegas en el sur de Italia y Grecia. En ambos casos, la dieta estaba estrechamente relacionada con la idea de la no violencia hacia los animales (llamada ahimsa en India) y fue promovida por grupos religiosos y filosóficos.
Después de la cristianización del Imperio Romano en la antigüedad tardía (siglos IV-VI), el vegetarianismo casi desapareció de Europa. Varias órdenes de monjes en la Europa medieval restringieron o prohibieron el consumo de carne por razones ascéticas, pero ninguno de ellos se abstuvo del consumo de pescado, por lo que estos monjes no eran vegetarianos, sino pescetarianos. El vegetarianismo resurgió en Europa durante el Renacimiento y se convirtió en una práctica más generalizada durante los siglos XIX y XX. En 1847 nace la primera sociedad vegetariana en el Reino Unido, y pronto nacerían otras en Alemania, Países Bajos y otros países. En 1906 surge la Unión Vegetariana Internacional como unión de todas las sociedades nacionales. En la actualidad, el porcentaje de vegetarianos en Occidente varía entre 0,5% y 4%, según la región y la fuente.

## Edad Antigua

### Jainismo y budismo tempranos
La india es un país extraño. La gente no mata ninguna criatura viva, no tiene cerdos o aves, y no vende ganado vivo.

Fuentes jainas y budistas muestran que el principio de no violencia hacia los animales era una regla establecida en ambas religiones ya en el siglo VI a. C. El concepto Jain, que es particularmente estricto, puede ser aún más antiguo. Parsuá, el primer líder jainista (Tirthankara) a quien los historiadores modernos consideran una figura histórica, vivió en el siglo VIII o VII a. C. Se dice que predicó la no violencia no menos radicalmente de lo que se practicaba en la comunidad jain en los tiempos de Mahavira (siglo VI a. C.). Entre los siglos IV y I a. C., el antiguo filósofo indio Valluvar escribió un capítulo exclusivo sobre vegetarianismo en su trabajo Tirukkural, enfatizando sin ambigüedades la dieta no animal (Capítulo 26), no dañar (Capítulo 32) y no matar (Capítulo 33).
No todos los que se negaban a participar en matanzas o lesiones de animales también se abstuvieron del consumo de carne. Por lo tanto, la cuestión del vegetarianismo budista en las primeras etapas del desarrollo de esa religión es controvertida. Hay dos escuelas de pensamiento. Uno dice que el Buda y sus seguidores comían carne ofrecida por anfitriones o donantes de limosnas si no tenían razón para sospechar que el animal había sido sacrificado para ellos. El otro dice que el Buda y su comunidad de monjes (sangha) eran vegetarianos estrictos y el hábito de aceptar limosnas de carne solo fue tolerado más tarde, después de una disminución de la disciplina.
La primera opinión es apoyada por varios pasajes en la versión Pali del <i>Tripitaka</i>, la opuesta por algunos textos Mahayana. Sin embargo, todas esas fuentes se pusieron por escrito varios siglos después de la muerte del Buda, de modo que pueden reflejar las posiciones conflictivas de diferentes alas o corrientes dentro de la comunidad budista de la época. Según el Vinaya Pitaka, el primer cisma ocurrió cuando el Buda todavía estaba vivo: un grupo de monjes liderados por Devadatta abandonó la comunidad porque querían reglas más estrictas, incluida una prohibición incondicional de comer carne.
El Mahāparinibbāṇa Sutta, que narra el final de la vida del Buda, afirma que murió después de comer sukara-maddava, un término traducido por algunos como cerdo, por otros como hongos (o un vegetal desconocido).
El emperador budista Aśoka (304–232 a. C.) era vegetariano, y un determinado promotor de la no violencia hacia los animales. Promulgó leyes detalladas destinadas a la protección de muchas especies, abolió el sacrificio de animales en su corte y exhortó a la población a evitar todo tipo de matanzas y lesiones innecesarias. Aśoka ha afirmado la protección a la fauna, de sus edictos:

El rey Piyadasi, amado por los dioses, ha causado que este edicto Dhamma sea escrito. Aquí (en mi dominio) ningún ser vivo se debe matar ni ofrecer en sacrificio. Tampoco se deben celebrar festivales, pues el rey Piyadasi, amado por los dioses, ve mucho que objetar en tales festivales, aunque hay algunos festivales que el rey Piyadasi, amado por los dioses, sí aprueba. Antes, en la cocina del rey Piyadasi, amado por los dioses, cientos de miles de animales se mantaban cada día para hacer curry. Pero ahora con la escritura de este edicto Dhamma solo tres criaturas, dos pavos y un ciervo se matan, y el ciervo no siempre. Y en su momento, ni siquiera estas tres criaturas serán matadas.
Edictos de Aśoka, en el edicto de la primera roca mayor

Veintiseis años luego de mi coronación varios animales se declararon protegidos —loros, mainas, «aruna», ganzos, patos salvajes, «nandimukhas», «gelatas», murciélagos, hormigas reina, terrapins, peces sin huesos, asnos salvajes, palomas salvajes, palomas domésticas, y todas las criaturas de cuatro patas que no son útiles ni comestibles. Aquellas cabras, ovejas y cerdas que tienen crías o dan leche a sus crías están protegidas, y también lo están los jóvenes de menos de seis meses. Los gallos no se castrarán, las cáscaras que esconden seres vivos no se quemarán y los bosques tampoco se quemarán sin razón o para matar criaturas. Ningún animal se dará de comer a otro animal.
Edictos de Aśoka, en el quinto pilar

Los budistas theravada solían observar la regulación del canon Pali que les permitía comer carne a menos que el animal hubiera sido sacrificado específicamente para ellos. En la escuela Mahayana, algunas escrituras abogaban por el vegetarianismo; uno particularmente intransigente fue el famoso Sutra Lankavatara escrito en el siglo IV o V d. C.

### Hinduismo
En el antiguo período védico (entre 1500 y 500 a. C.), aunque las leyes permitían el consumo de algunos tipos de carne, se fomentó el vegetarianismo. El libro de leyes de Manusmriti dice: «No hay pecado en comer carne [...] pero la abstención trae grandes recompensas.» Según los vedas, la comida no era solo un medio de sustento, sino que la elección de dieta determinaba el estado social. La comida se equiparaba con la riqueza porque una persona que tenía un acceso interminable a la comida era una persona exitosa. El consumo de alimentos también se consideraba un acto de dominación o de poder sobre ese alimento.
La práctica del vegetarianismo tiene una conexión con la religión. Sin embargo, no hay pruebas concluyentes de si existía antes de la hipotética migración aria. La religión que existía antes de la llegada de los arios era el totemismo: «una creencia por la cual un clan o una tribu saben que están unidos por parentesco con algún animal o planta del que descienden [...] El parentesco con cierto animal significa que nunca se come, excepto ocasionalmente como un sacrificio ritual [...] El totemismo se basa en una reverencia por un pacto vital entre todos los organismos vivos».[cita requerida] El primer texto indo-ario, el Rig-Veda, mostró signos del concepto de que los humanos son uno con la naturaleza, y la transmigración de las almas, que luego predicó el totemismo. La incorporación de elementos de totemismo en la religión aria llevó a que el vegetarianismo se convierta en una característica destacada.
Contrariamente a la creencia popular hindú, los arios comieron carne, incluida la carne de res. Pronto, los tipos de carne permitidos se redujeron debido al concepto ario de «carne sucia». Sacrificar carne también era una práctica para apaciguar a los dioses y mejorar la agricultura. Los sacrificios de carne comenzaron a ser mal vistos cuando surgieron la guerra, la sequía y la hambruna (alrededor del año 600 a. C.). A medida que la población crecía, se necesitaba más tierra para la agricultura y pronto surgieron comunidades con administración y comercio. Este fue un momento de cuestionamiento, ya que los maestros místicos llamados śramanas comenzaron a debatir sobre la relevancia de la vaca. La vaca era una gran ventaja económica y agrícola, por lo que matarla como alimento no era práctico. Matar a una vaca se consideraba un pecado en la recién formada teología hindú.
Shankar Narayan sugiere que el origen del vegetarianismo en India se desarrolló a partir de la idea de que era necesario restablecer el equilibrio. Afirma: «Junto con el desarrollo de la civilización, el salvajismo también aumentó y los que estaban indefensos y sin voz entre los humanos y los animales no humanos fueron explotados y asesinados cada vez más para saciar las necesidades humanas y la codicia, perturbando así el equilibrio de la naturaleza. Pero también hubo muchos intentos serios de devolver la humanidad a la cordura y restablecer el equilibrio de vez en cuando». También dice que la idea de vivir en armonía con la naturaleza se volvió central para los gobernantes y reyes.
El vegetarianismo era y sigue siendo obligatorio para los yoguis, tanto para los practicantes de hatha yoga como para los discípulos de las escuelas Vaishnava de bhakti yoga (especialmente los Gaudiya Vaishnavas). Un bhakta (devoto) ofrece toda su comida a Vishnu o Krishna como prasad antes de comerla. Solo se puede aceptar comida vegetariana como prasad. Según el pensamiento yogi, la comida saattvik (pura o que tiene un buen impacto en el cuerpo) está destinada a calmar y purificar la mente «permitiéndole funcionar a su máximo potencial» y mantener el cuerpo sano. Los alimentos saattvik consisten en «cereales, fruta fresca, verduras, legumbres, nueces, semillas germinadas, granos enteros y leche de una vaca, que puede tener un nacimiento natural, vida y muerte incluyendo comida natural, después de saciar las necesidades de leche de su ternero».

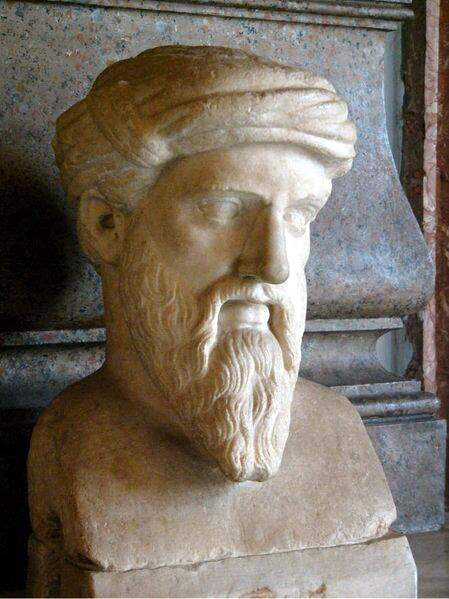
Se dice que el filósofo griego Pitágoras abogó por el vegetarianismo, pero es más probable que solo prohibiera a sus discípulos consumir ciertos tipos de carne. Luego los pitagóricos sí practicaron varias formas de vegetarianismo.

### Judaísmo
Un pequeño número de eruditos judíos a lo largo de la historia argumentaron que la Torá proporciona una base bíblica para el vegetarianismo, ahora o en la Era Mesiánica. Algunos escritores afirman que el profeta judío Isaías era vegetariano. Varias sectas judías antiguas, incluidas las primeras sectas caraítas, consideraban prohibido comer carne, al menos mientras Israel estaba en el exilio, y los eruditos medievales como José Albo e Isaac Arama consideraban el vegetarianismo como un ideal moral, debido a una preocupación por el carácter moral del asesino.

### Grecia

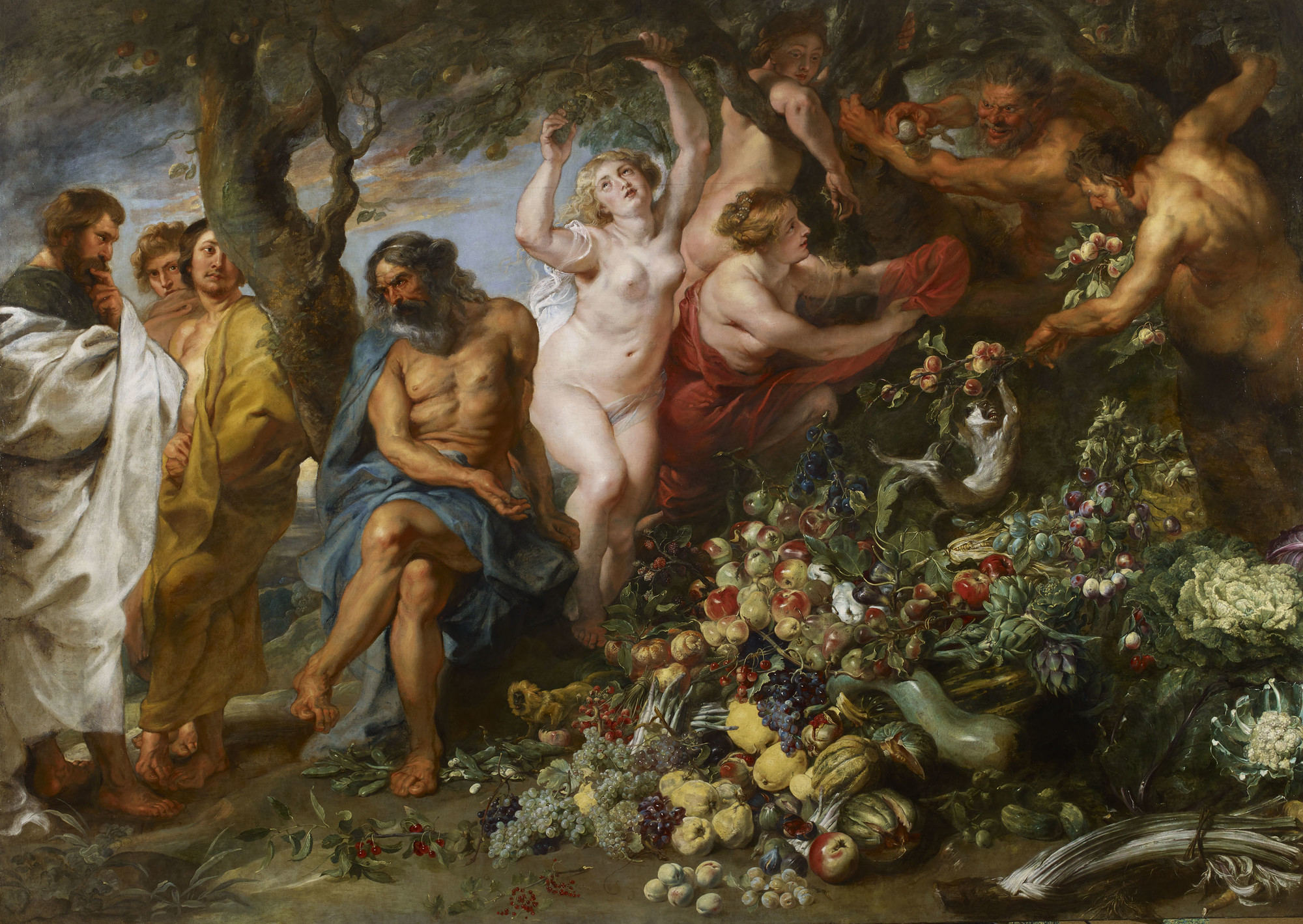
Pitágoras abogando el vegetarianismo (1618-1630) por Pedro Pablo Rubens fue inspirado por el discurso de Pitágoras en Las metamorfosis de Ovidio.

En Grecia, durante la antigüedad clásica, la dieta vegetariana se llamaba abstinencia de seres con alma (en griego ἀποχὴ ἐμψύχων). Como principio o estilo de vida deliberado, siempre se limitaba a un número bastante pequeño de practicantes que pertenecían a escuelas filosóficas específicas o ciertos grupos religiosos.
Las primeras referencias europeas o en Asia menor a una dieta vegetariana ocurren en Homero (Odisea 9, 82-104) y Heródoto (4, 177) quienes mencionan a los Lotófagos (comedores de loto), un pueblo indígena en la costa del norte de África, que según Heródoto, vivía de los frutos de una planta llamada loto. Diodoro Sículo (3, 23-24) transmite cuentos de pueblos o tribus vegetarianas en Etiopía, y otras historias de este tipo se narran y discuten en fuentes antiguas.
La primera evidencia confiable de una teoría y práctica vegetariana en Grecia data del siglo VI a. C. Los orfistas, un movimiento religioso que se extendía en Grecia en ese momento, podrían haber practicado vegetarianismo. No está claro si el maestro religioso griego Pitágoras realmente abogó por el vegetarianismo y es más probable que Pitágoras solo prohibiera ciertos tipos de carne a sus discípulos. Escritores posteriores presentaron a Pitágoras como prohibiendo la carne por completo. Eudoxo de Cnido, un estudiante de Archytas y Platón, escribe que «Pitágoras se distinguió por tal pureza y tanto evitó la muerte y los asesinos que no solo se abstuvo de los alimentos de origen animal, sino que incluso se mantuvo alejado de los cocineros y cazadores».
Los seguidores de Pitágoras (llamados pitagóricos) no siempre practicaron el vegetarianismo estricto, pero al menos su círculo íntimo sí. Para el público en general, la abstención de la carne era un sello distintivo del llamado «estilo de vida pitagórico». Tanto los órficos como los pitagóricos estrictos también evitaban los huevos y las ofrendas rituales de carne a los dioses, que eran una parte esencial del sacrificio religioso tradicional. En el siglo V a. C. el filósofo Empédocles se distinguió como un defensor radical del vegetarianismo y del respeto a los animales en general. Una representación ficticia de Pitágoras aparece en el libro XV La metamorfosis de Ovidio, en el que aboga por una forma de vegetarianismo estricto. Fue a través de esta representación que Pitágoras fue más conocido por los angloparlantes durante el período moderno temprano y, antes de la acuñación de la palabra «vegetarianismo», los vegetarianos fueron referidos en inglés como «pitagóricos».
La cuestión de si hay deberes éticos hacia los animales se debatió acaloradamente y los argumentos en disputa fueron bastante similares a los de las discusiones modernas sobre los derechos de los animales. El vegetarianismo solía ser parte de las convicciones religiosas relacionadas con el concepto de transmigración del alma (metempsicosis). Hubo una creencia generalizada, popular entre los vegetarianos y no vegetarianos, de que en la Edad de Oro del comienzo de la humanidad, la humanidad era estrictamente no violenta. En ese estado utópico del mundo, la caza, la cría de ganado y el consumo de carne, así como la agricultura, eran desconocidos e innecesarios, ya que la tierra producía espontáneamente y en abundancia todos los alimentos que sus habitantes necesitaban. Este mito fue registrado por Hesíodo (Works and Days, 109 y ss), Platón (Estadista 271–2), Ovidio (Las metamorfosis 1,89 y ss) y otros. Ovidio también elogió el ideal pitagórico de la no violencia universal (Las metamorfosis 15,72 y ss).
Casi todos los estoicos eran enfáticamente anti-vegetarianos (con la notable excepción de Séneca). Insistieron en la ausencia de razón en los brutos, llevándolos a concluir que no puede haber obligaciones éticas o restricciones al tratar con los animales irracionales. En cuanto a los seguidores de la Escuela Cínica, su estilo de vida extremadamente frugal implicaba una dieta prácticamente sin carne, pero no hicieron del vegetarianismo su máxima.
En la Academia platónica, los eruditos (directores de escuela) Jenócrates y (probablemente) Polemón abogaron por el vegetarianismo. En la escuela peripatética Teofrasto, el sucesor inmediato de Aristóteles, lo apoyó. Algunos de los destacados platónicos y neoplatónicos de la época del Imperio Romano vivían con una dieta vegetariana. Estos incluyeron a Apolonio de Tiana, Plotino y Porfirio. Porfirio escribió un tratado titulado Sobre la abstinencia de seres con alma, el texto pro-vegetariano antiguo más elaborado que conocemos.
Entre los maniqueos, un importante movimiento religioso fundado en el siglo III d. C., había un grupo de élite llamado Electi (los elegidos) que eran lacto-vegetarianos por razones éticas y acataron un mandamiento que prohibía estrictamente matar. Los maniqueos comunes llamados Auditores (oyentes) obedecían reglas más flexibles de no violencia.

### China
El budismo chino y el taoísmo chino requieren que los monjes y las monjas coman una dieta vegetariana sin huevo ni cebolla de cualquier tipo ni ajo de cualquier tipo. Muchas órdenes religiosas también evitan dañar la vida vegetal al evitar los tubérculos. Esto no solo se ve como una práctica ascética, sino que la espiritualidad china generalmente cree que los animales tienen almas inmortales y que una dieta basada en granos es la más saludable para los humanos.
En las religiones populares chinas, así como en las religiones antes mencionadas, las personas a menudo comen vegetariano los días 1 y 15 del mes, así como la víspera del Año Nuevo chino. Algunas personas no religiosas también hacen esto. El porcentaje de personas que permanentemente son vegetarianas puras es casi igual que en el mundo moderno de habla inglesa, pero este porcentaje realmente no ha cambiado durante mucho tiempo. Muchas personas comen vegetales por una cierta cantidad de tiempo para compensar la creencia de que han pecado.
Los alimentos como el seitán, la piel de tofu, los sucedáneos de carne hechos de algas, el almidón de raíz y el tofu se originan en China y se popularizaron porque muchas personas se abstienen periódicamente de la carne. En China, uno puede encontrar un sustituto vegetariano sin huevo para artículos que van desde mariscos hasta jamón. Además, los términos tailandés (เจ) y vietnamita (chay) para vegetarianismo se originan del término chino para una dieta cuaresmal.

### Japón
En 675, el uso de ganado y el consumo de algunos animales salvajes (caballos, vacas, perros, monos, pájaros) fue prohibido en Japón por el emperador Tenmu, debido a la influencia del budismo. Posteriormente, en el año 737 del período de Nara, el emperador Seimu aprobó el consumo de pescado y mariscos. Durante los mil doscientos años desde el período Nara hasta la Restauración Meiji en la segunda mitad del siglo XIX, los japoneses de pocos recursos solían comer arroz como alimento básico, así como frijoles y vegetales. Fue solo en ocasiones especiales o celebraciones que se sirvió pescado. Durante este período, los japoneses (particularmente los monjes budistas) desarrollaron una cocina vegetariana llamada shōjin-ryōri que era originaria de Japón. ryōri significa cocinar o cocinar, mientras que shōjin es una traducción japonesa de viria en sánscrito, que significa «tener la bondad y alejar los males».
En 1872, durante la restauración Meiji, como parte de la apertura de Japón a la influencia occidental, el emperador Meiji levantó la prohibición del consumo de carne roja. La eliminación de la prohibición encontró resistencia y en una respuesta notable, diez monjes intentaron entrar al Palacio Imperial. Los monjes afirmaron que debido a la influencia extranjera, un gran número de japoneses habían comenzado a comer carne y que esto estaba «destruyendo el alma del pueblo japonés». Varios de los monjes fueron muertos durante el intento de allanamiento, y el resto fueron arrestados.

### Cristianismo antiguo
En el cristianismo antiguo también se formaron ciertos movimientos vegetarianos, sobre todo ligados a la vida ascética y monástica. Así, por ejemplo, Isaías de Gaza relata en un texto que, comentando el pasaje bíblico del profeta Daniel siendo arrojado a los leones, estos no lo habrían devorado porque el profeta era vegetariano, y por tanto "no habrían encontrado en él el olor de quien come lo que es contra natura". Otros ejemplos podrían ser la oración de San Basilio sobre las criaturas, que rezaba así: "Dios acrecienta en nosotros el sentido de la fraternidad con todos los seres vivientes, con nuestros hermanos pequeños [los animales] con los cuales nos han concedido compartir la tierra. Haznos comprender que ellos no viven solamente para nosotros, sino por sí mismos y para Ti. Haznos entender que ellos aman, como nosotros, la dulzura de la vida y se sienten más a gusto con su propia vida de lo que nos sentimos nosotros con la nuestra!". San Biagio de Capadocia, mártir en el 316, era visitado por toda clase de animales salvajes, a los cuales curaba y protegía de los cazadores. El eremita Emiliano salvó a un jabalí de un cazador, y luego salvó también al cazador mismo, que se hizo monje. Santa Farailde cuidó de un grupo de ocas salvajes hambrientas, les dio de comer con ayuda de un granjero local, y luego las dejaron libres. San Goderico tenía por compañeras a las serpientes, y refugiaba también a los animales de los cazadores. San Albeo admitió en el propio monasterio a un grupo de lobos.
La idea era clara: con Cristo una nueva Creación debía de dar comienzo, una en la cual toda la Creación estuviera por fin definitivamente en armonía. Es famoso que se relatase siempre que los Padres y Madres del Desierto vivían entre los animales del desierto, a veces asistidos o ayudados por ellos, esto se ve en cuadros famosos como el de "Los Padres del Desierto" de Fra Angelico, en donde se puede ver a monjes montando en ciervos o en leones, o siendo ayudados a arar por leones, etc. Probablemente, más que un hecho histórico en sí a tal grado de "maravilla", lo que sí mostraba claramente era el ideal a seguir y a alcanzar o vivir.

### Cristianismo ortodoxo
En el cristianismo ortodoxo griego (Grecia, Chipre, Rusia, Serbia y otros países ortodoxos), los adherentes comen una dieta completamente libre de productos animales durante los períodos de ayuno (excepto la miel), así como todo tipo de aceite y alcohol.
La Iglesia ortodoxa de Etiopía prescribe varios períodos de ayuno (tsom, Ge'ez: ጾም ṣōm, excluyendo cualquier tipo de productos animales), incluidos los miércoles, viernes y toda la temporada de cuaresma.

## Edad Media
Los líderes de los primeros cristianos en el período apostólico (Juan, Santiago y Pablo) estaban preocupados de que comer alimentos sacrificados a los ídolos pudiera dar lugar a la contaminación ritual. La única comida sacrificada a los ídolos era la carne.[cita requerida] El apóstol Pablo rechazó enfáticamente ese punto de vista que resultó en la división de una iglesia primitiva (Romanos 14: 2-21; compárese con Corintios 8: 8-9, Colosenses 2: 20-22).Spencer, Colin (1993). The Heretic's Feast. A History of Vegetarianism. Londres. pp. 113-114.</ref>
Muchos cristianos primitivos eran vegetarianos, como Clemente de Alejandría, Orígenes, Juan Crisóstomo, Basilio el Grande y otros. Algunos escritos de la iglesia primitiva sugieren que Mateo, Pedro y Santiago eran vegetarianos.[cita requerida] El historiador Eusebio escribe que el apóstol «Mateo comió semillas, nueces y vegetales, sin carne». El filósofo Porfirio escribió un libro completo titulado Sobre la abstinencia de los alimentos animales, que recopilaba la mayor parte del pensamiento clásico sobre el tema.[cita requerida]
En la antigüedad tardía y la Edad Media, muchos monjes y ermitaños renunciaron a comer carne en el contexto de su ascetismo. El más destacado de ellos fue San Jerónimo, a quien solían tomar como modelo. La regla benedictina (siglo VI) permitió a los benedictinos comer pescado y aves, pero prohibió el consumo de carne de cuadrúpedos a menos que el religioso estuviera enfermo. Muchas otras reglas de las órdenes religiosas contenían restricciones similares de dieta, algunas de las cuales incluso incluían aves, pero el pescado nunca estaba prohibido, ya que Jesús mismo había comido pescado (Lucas 24: 42-43). La preocupación de esos monjes y monjas era la frugalidad, la privación voluntaria y la auto mortificación. Guillermo de Malmesbury escribe que el obispo Wulfstan de Worcester (muerto en 1095) decidió adoptar a una dieta vegetariana estricta simplemente porque le resultaba difícil resistir el olor del ganso asado. Se menciona que Santa Genoveva, la patrona de París, observó una dieta vegetariana, pero como un acto de austeridad física, no por preocupación por los animales. Los ermitaños medievales, al menos los retratados en la literatura, pueden haber sido vegetarianos por razones similares, como se sugiere en un pasaje de La muerte de Arturo de Thomas Malory: «Luego partieron Gawain y Ector tan pesados (tristes) como pudieron para su desgracia, y así cabalgaron hasta que llegaron a la montaña áspera, y allí ataron sus caballos y fueron a pie a la ermita. Y cuando llegaron, vieron una casa pobre, y al lado de la capilla un pequeño cortijo, donde Nacien el ermitaño reunió mosto, como aquel que no había probado ninguna otra carne durante mucho tiempo.
John Passmore afirmó que no había evidencia textual sobreviviente del vegetarianismo éticamente motivado en el catolicismo antiguo y medieval o en las Iglesias orientales. Hubo casos de compasión por los animales, pero no hubo objeción explícita al acto de sacrificio. Los teólogos más influyentes, San Agustín y Santo Tomás de Aquino, enfatizaron que el hombre no tiene deberes hacia los animales. Aunque San Francisco de Asís describió a los animales con un lenguaje místico, las fuentes contemporáneas no afirman que él practicara o abogara por el vegetarianismo.
Muchos disidentes intelectuales antiguos, como los encratitas, los ebionitas y los eustatianos que siguieron al monje del siglo IV Eustacio de Antioquía, consideraron que la abstención de comer carne era una parte esencial de su ascetismo. Los adopcionistas medievales, como los bogomilos («Amigos de Dios») de la zona de Tracia en Bulgaria y los cátaros cristianos dualistas, también despreciaron el consumo de carne.
En el mundo islámico, uno de los vegetarianos más tempranos conocidos fue el poeta árabe Al-Maʿarri.

## Renacimiento

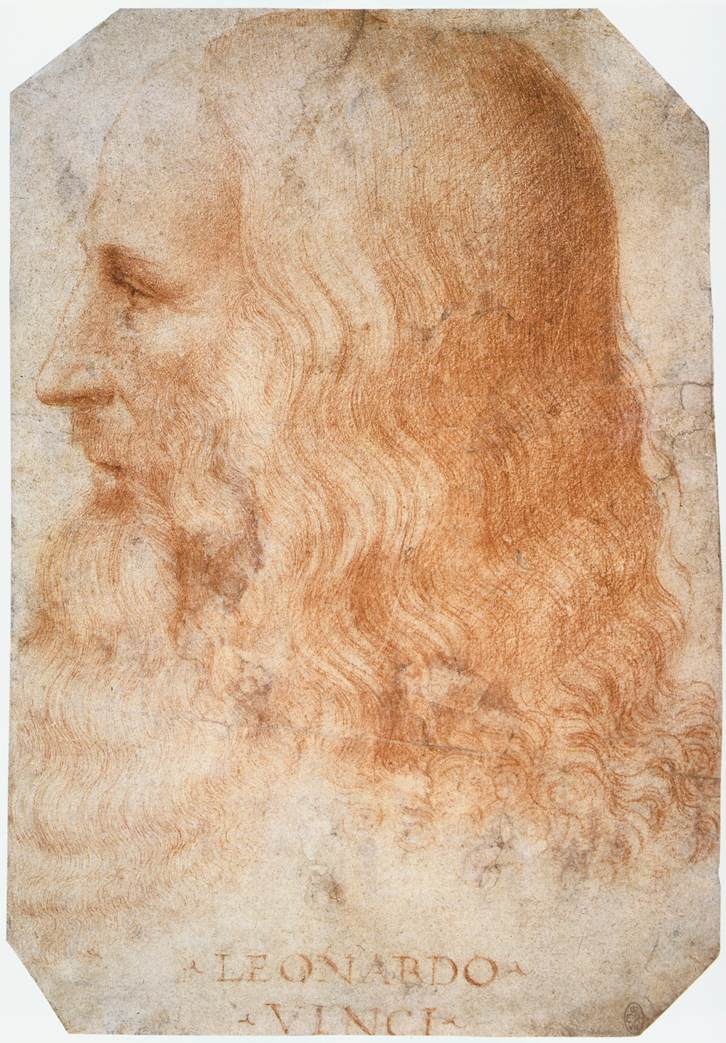
Leonardo da Vinci fue una de las primeras celebridades de la era del Renacimiento que apoyó el vegetarianismo.

No fue antes del Renacimiento que el vegetarianismo resurgió en Europa como un concepto filosófico basado en una motivación ética. Entre las primeras celebridades que lo apoyaron se encontraban Leonardo da Vinci y Pierre Gassendi. En el siglo XVII, el principal teórico de la dieta sin carne o pitagórica fue el escritor inglés Thomas Tryon (1634-1703) y, posteriormente, los poetas románticos. Por otro lado, filósofos influyentes como René Descartes e Immanuel Kant opinaron que no puede haber ningún deber ético hacia los animales, aunque Kant también observa que «El que es cruel con los animales se vuelve duro también en sus tratos con los hombres. Podemos juzgar el corazón de un hombre por su trato a los animales». A fines del siglo XVIII en Inglaterra, la afirmación de que los animales fueron hechos solo para el uso del hombre (antropocentrismo) todavía se defendía, pero ya no tenía apoyo general. Muy pronto, desaparecería por completo.
En los Estados Unidos, había pequeños grupos de vegetarianos cristianos en el siglo XVIII. El más conocido de ellos fue Ephrata Cloister en Pennsylvania, una comunidad religiosa fundada por Conrad Beissel en 1732. Benjamin Franklin se hizo vegetariano a la edad de 16 años, pero más tarde regresó «de mala gana» a comer carne. Más tarde introdujo el tofu en América en 1770. El coronel Thomas Crafts Jr. era vegetariano.

## SigloXIX
El vegetarianismo se asoció con frecuencia con movimientos de reforma cultural, como la templanza y la anti-vivisección. Se propagó como una parte esencial de «la forma de vida natural». Algunos de sus defensores criticaron duramente la civilización de su época y se esforzaron por mejorar la salud pública.

### Gran Bretaña

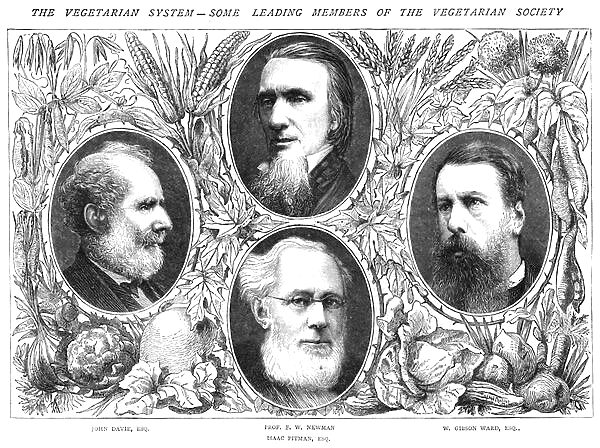
Francis William Newman, Isaac Pitman, William Gibson Ward y John Davie, miembros principales de la Sociedad Vegetariana.

Durante la Ilustración y a principios del siglo XIX, Inglaterra era el lugar de Europa donde las ideas vegetarianas eran más bienvenidas, y los vegetarianos ingleses estaban particularmente entusiasmados con la implementación práctica de sus principios. En Inglaterra, el vegetarianismo fue más fuerte en las regiones norte y media, específicamente en las zonas urbanizadas. A medida que el movimiento se extendió por todo el país, más personas de la clase trabajadora comenzaron a identificarse como vegetarianos, aunque todavía era un número pequeño en comparación con el número de consumidores de carne. Se establecieron grupos en toda Inglaterra, pero el movimiento no logró obtener el apoyo popular y fue ahogado por otras luchas de finales del siglo XIX.
En 1802, Joseph Ritson escribió Un ensayo sobre la abstinencia de alimentos animales, como un deber moral. En 1809, el reverendo William Cowherd fundó la Iglesia cristiana bíblica y abogó por el vegetarianismo como una forma de templanza. Su organización fue uno de los precursores filosóficos de la Sociedad Vegetariana. Martha Brotherton fue la autora de Vegetable Cookery, el primer libro de cocina vegetariana, en 1812.
Un destacado defensor de un vegetarianismo ético a principios del siglo XIX fue el poeta Percy Bysshe Shelley, que publicó Una vindicación de la dieta natural, defendiendo la abstinencia de alimentos animales.
En 1815, William Lambe, un médico de Londres, afirmó que su agua y dieta vegetal podían curar cualquier cosa, desde la tuberculosis hasta el acné. Lambe calificó a los alimentos animales como una «irritación habitual» y argumentó que la leche y la carne son ramas de un mismo sistema que debe permanecer o caer junto.
En 1838, James Pierrepont Greaves fundó Concordium, una comunidad vegana en Londres y abrió la Alcott House (Casa Alcott) en Ham (Surrey, Reino Unido), una comunidad que seguía una dieta vegetariana estricta. En 1847 los miembros de la Alcott House luego participaron en la formación de la Sociedad Vegetariana Británica, que celebró su primera reunión ese año en Northwood Villa (Ramsgate, Kent, Reino Unido) y fue presidida por el parlamentario de Salford Joseph Brotherton.
La primera Sociedad Vegetariana del mundo occidental moderno se estableció en Inglaterra en 1847. La Sociedad fue fundada por los 140 participantes de una conferencia en Ramsgate y en 1853 tenía 889 miembros. Después de su primer año, el grupo creció a 265 miembros que iban desde las edades de 14 a 76. A finales de siglo, el grupo había atraído a casi 4,000 miembros. Los vegetarianos ingleses eran un grupo pequeño pero muy motivado y activo. Muchos de ellos creían en una vida simple y comida «pura», ideales humanitarios y principios morales estrictos. Aproximadamente la mitad del grupo pertenecían a la Iglesia cristiana bíblica fundada por Cowherd.
Los vegetarianos que estaban más interesados en los aspectos morales de la dieta que en la salud humana, comenzaron a discutir sobre la total abstención del uso de animales. Un artículo publicado en 1851 en la revista de la sociedad discutió alternativas para el calzado de cuero. En 1886 publicó el artículo «A plea for vegetarianism» (Alegato en pro del vegetarianismo), escrito por el activista inglés Henry Salt, que abogaba por el vegetarianismo como un imperativo moral. Salt fue uno de los primeros en proponer el cambio del paradigma sobre la promoción del bienestar de los animales al paradigma sobre los derechos de los animales. Años después su obra influyó en Mahatma Gandhi y se hicieron amigos.
En marzo de 1880, el periódico Cornishman informó que un restaurante vegetariano había existido en Manchester durante algunos años y que acababa de abrir en Oxford Street, Londres.
La clase social desempeñó un rol importante en el movimiento vegetariano victoriano. Hubo cierta desconexión cuando la clase media alta intentó acercarse a las clases trabajadoras y bajas. Aunque la industria de la carne estaba creciendo sustancialmente, muchos británicos de clase trabajadora tenían dietas mayormente vegetarianas por necesidad y no por el deseo de mejorar su salud o su moral. La clase trabajadora no se podía dar el lujo de elegir qué comer y creían que una dieta mixta era una valiosa fuente de energía.

#### Mujeres
En estrecha relación con otros movimientos de reforma social, las mujeres eran especialmente visibles como la «mascota» del movimiento vegetariano. Cuando los victorianos tardíos buscaban promover su causa en el diario, las imágenes más comunes eran ángeles femeninos o mujeres inglesas sanas. Dos mujeres vegetarianas prominentes fueron Elizabeth Horsell, autora de un libro de cocina vegetariana y conferenciante, y Jane Hurlstone, que también participó activamente en el owenismo, el bienestar animal y el nacionalismo italiano. Aunque los hombres eclipsaron regularmente a las mujeres, el periódico Vegetarian Advocate señaló que las mujeres estaban más inclinadas a trabajar en apoyo del vegetarianismo y el bienestar animal que los hombres, que solían solo hablar sobre el asunto. Las mujeres también promovieron el vegetarianismo al cocinar platos vegetarianos para cenas públicas, organizar actividades de entretenimiento que promovieran la causa, editar revistas vegetarianas, escribir artículos, dar conferencias y escribir libros de cocina. De los 26 libros de cocina vegetarianos publicados durante la época victoriana, 14 fueron escritos por mujeres.
En 1895, la Unión Vegetariana de Mujeres fue establecida por Alexandrine Veigele, una mujer francesa que vivía en Londres. La organización tenía como objetivo promover una dieta «más pura y simple» y regularmente se comunicaban con la clase trabajadora.
Los argumentos morales del vegetarianismo reunieron a idealistas de varias causas en la Inglaterra victoriana, especialmente a muchas mujeres identificadas como feministas. En su utopía feminista, Herland (1915), Charlotte Perkins Gilman imaginó una sociedad vegetariana. Margaret Fuller también abogó por el vegetarianismo en su trabajo, Mujeres del siglo XIX (1845). Argumentó que cuando las mujeres se liberen de la vida doméstica, ayudarán a transformar la sociedad masculina violenta y el vegetarianismo se convertiría en la dieta dominante. Frances Power Cobbe, cofundadora de la Unión Británica para la Abolición de la Vivisección, se identificó como vegetariana y fue una conocida activista por el feminismo. Muchos de sus colegas en la primera ola del movimiento feminista también se identificaron como vegetarianos.

### Estados Unidos
En 1835, Asenath Nicholson fue la autora del primer libro de cocina vegetariana estadounidense.
El reverendo William Metcalfe, un pacifista y miembro destacado de la Iglesia cristiana bíblica, predicó el vegetarianismo. Junto con Sylvester Graham, el mentor de los Grahamitas e inventor de las galletas Graham, estuvieron entre los fundadores de la Sociedad Vegetariana Americana en 1850. La dieta sin carne de Graham —mayormente frutas, vegetales, agua y pan casero con harina integral— se volvió popular como remedio saludable en los Estados Unidos. Ellen G. White, una de las fundadoras de la Iglesia Adventista del Séptimo Día, se convirtió en defensora del vegetarianismo y la Iglesia ha recomendado una dieta sin carne desde entonces. El Dr. John Harvey Kellogg (de fama de copos de maíz), adventista del séptimo día, promovió el vegetarianismo en su sanatorio en Battle Creek como parte de su teoría de la «vida biológica».
Los vegetarianos estadounidenses como Isaac Jennings, Susanna W. Dodds, ML Holbrook y Russell T. Trall se asociaron con el movimiento de higiene natural.
Durante el siglo XIX hubo varios intentos por establecer comunidades vegetarianas. En 1834 en los Estados Unidos de América Amos Bronson Alcott inauguró la Temple School (Escuela del templo) en Boston (Massachusetts, Estados Unidos) basándose en principios vegetarianos. También fundó en 1844 Fruitlands (Frutilandias), una comunidad en la Universidad de Harvard, Massachusetts, que se oponía a la utilización de animales para cualquier propósito, agricultura incluida, aunque duró solo siete meses.

### Otros países

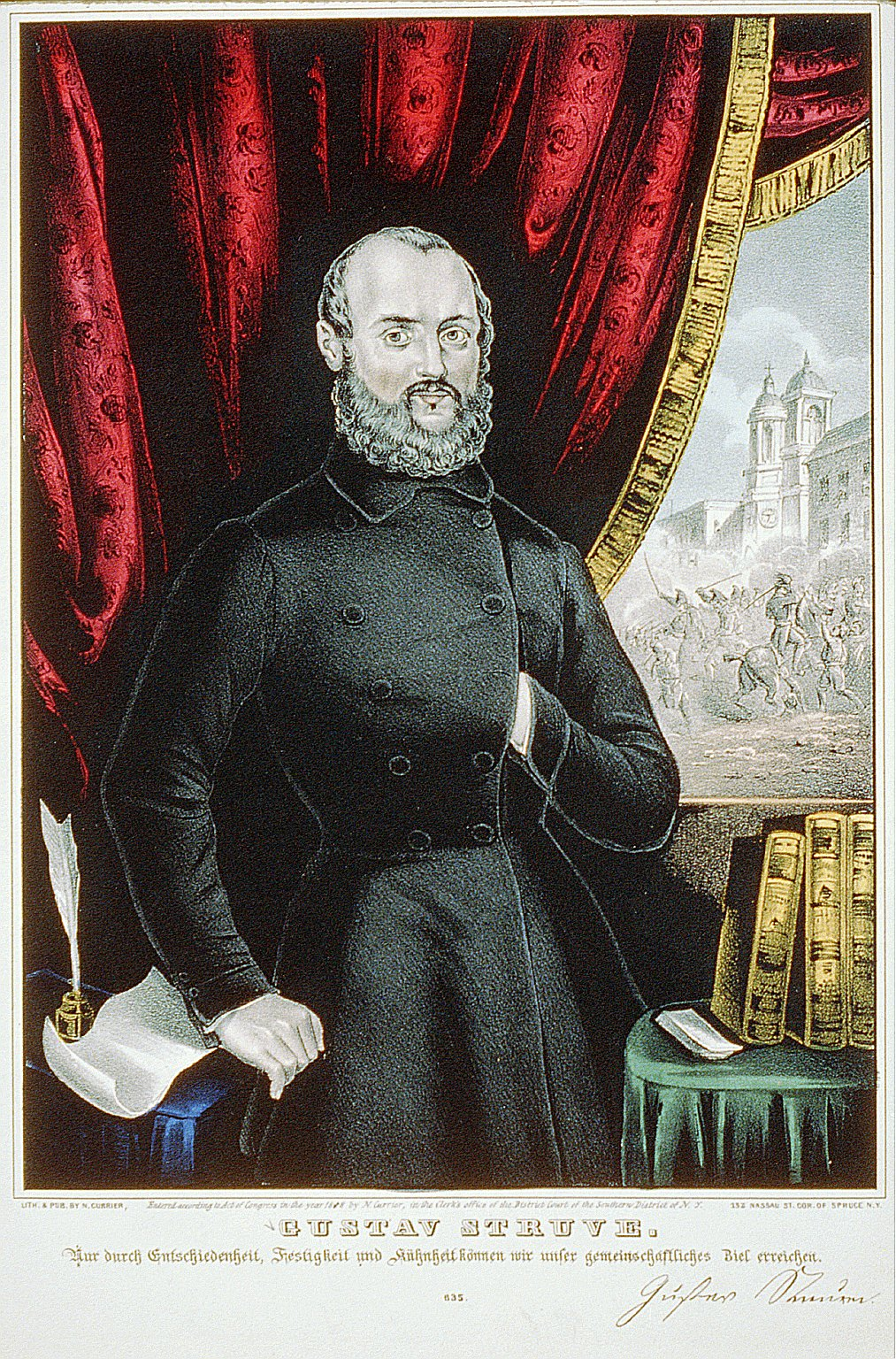
Gustav Struve, revolucionario alemán y una figura destacada en la etapa inicial del movimiento vegetariano alemán.

En Rusia, León Tolstói fue el defensor más destacado del vegetarianismo.
En Alemania, el conocido político, publicista y revolucionario Gustav Struve (1805-1870) fue una figura destacada en la etapa inicial del movimiento vegetariano alemán. Se inspiró en el tratado de Rousseau, Emile, o De la educación. Muchas asociaciones vegetarianas se fundaron en el último tercio del siglo y la Orden de la Edad de Oro llegó a alcanzar una importancia especial más allá del movimiento de reforma alimentaria. En 1886, una pareja de colonos alemanes, Elisabeth Förster-Nietzsche y Bernhard Förster, emigraron a la selva paraguaya y fundaron Nueva Germania para poner en práctica ideas utópicas sobre el vegetarianismo y la superioridad de la raza aria, aunque el aspecto vegetariano demostraría ser de corta duración. : 345–358 

## SigloXX

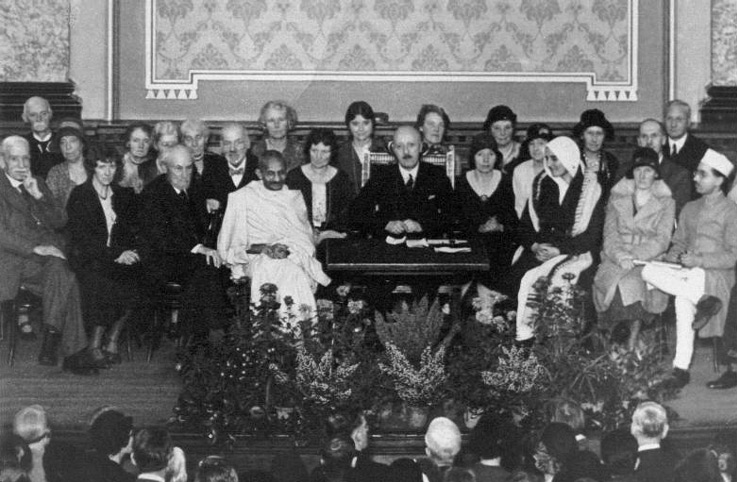
Mahatma Gandhi en la Sociedad Vegetariana de Londres, el 20 de noviembre de 1931. Sentado a su derecha está Henry Salt.

En 1908 se fundó la Unión Vegetariana Internacional, una unión de las sociedades nacionales. En Occidente, la popularidad del vegetarianismo creció durante el siglo XX como resultado de preocupaciones nutricionales, éticas y, más recientemente, ambientales y económicas. Henry Stephens Salt y George Bernard Shaw fueron famosos activistas vegetarianos.
En 1910, el médico J. L. Buttner escribió el libro vegetariano, Una dieta sin carne, que argumentaba que la carne es peligrosa e innecesaria. En 1910 también se publicó el primer libro de cocina vegana (vegetariana estricta) del que se tenga noticia, titulado No animal food: two essays and 100 recipes (Sin comida de origen animal: dos ensayos y 100 recetas) y escrito por el londinense Rupert H. Wheldon. Entre 1909 y 1912, hubo una copiosa cantidad de cartas para la Sociedad Vegetariana respecto a lo ético de la producción de lácteos y los huevos. La posición de la sociedad sigue sin resolverse; pero en la publicación de 1923 de su revista señaló que:

«La postura ideal para los vegetarianos es abstenerse de consumir productos de origen animal.»
The vegetarian messenger and health review

El 20 de noviembre de 1931, Gandhi pronunció el discurso: «La base moral del vegetarianismo», ofrecido a la Sociedad Vegetariana en Londres —a dicho discurso asistieron 500 personas, entre ellas Henry Salt—, argumentando que debería promoverse una dieta sin carne como un asunto moral y no solo como un asunto de interés para la salud humana.
En 1932 se publicó el libro The Vegetarian and Fruitarian en Lewiston, Idaho, que promueve la ética, los ideales, la cultura, la salud y la longevidad. En ese momento, los movimientos vegetarianos y de alimentos crudos estaban, en parte, vinculados al feminismo. Fue visto como una forma de liberar a las mujeres de los confines de la cocina y permitirles realizar otras actividades e intereses.
En agosto de 1944, varios miembros de la Sociedad Vegetariana Británica pidieron que una sección de su boletín se dedicara al vegetarianismo no lácteo. Cuando se rechazó la solicitud, Donald Watson, secretario de la sucursal de Leicester, creó un nuevo boletín trimestral en noviembre de 1944 llamado The Vegan News. Él mismo eligió la palabra vegano, basada en «las primeras tres y últimas dos letras de «vegetariano» porque marcaba, en palabras de Watson, «el principio y el fin de vegetariano». Desde entonces, los vegetarianos que también evitan consumir huevos y productos lácteos y hacer uso de animales para cualquier propósito se hacen llamar «veganos» o «vegetarianos estrictos».
En 1957, Hom Jay Dinshah (1933-2000) visitó un matadero y leyó algunas de las publicaciones de Donald Watson. Renunció a todo producto de origen animal y el 8 de febrero de 1960 fundó la «American Vegan Society» (Sociedad Vegana Estadounidense). Dinshah se adhirió a la sociedad de Nimmo y se vinculó al veganismo con el concepto de «ahimsa» (uno de los nueve fundamentos de la religión jainista), que en sánscrito quiere decir: «no hacer daño». La Sociedad Vegana Estadounidense redefinió ese concepto como «dinámica inofensiva» y nombró «Ahimsa» a su revista.
En 1961 abrió el restaurante Cranks en Carnaby Street, Londres, como el primer restaurante vegetariano exitoso en el Reino Unido. Llegó a haber cinco restaurantes Cranks en Londres hasta que cerraron 2001.
El concepto indio de no violencia tuvo un impacto creciente en el mundo occidental. El modelo de Mahatma Gandhi, un firme e intransigente defensor de la no violencia hacia los animales, contribuyó a la popularización del vegetarianismo en los países occidentales. El estudio de los conceptos religiosos y filosóficos de la no violencia del Lejano Oriente también fue instrumental en la configuración del principio de «reverencia a la vida» de Albert Schweitzer, que todavía es un argumento común en las discusiones sobre los aspectos éticos de la dieta, aunque el propio Schweitzer comenzó a practicar el vegetarianismo poco antes de su muerte.
En 1975, Peter Singer publicó Liberación animal, un libro que sirvió de manifiesto al movimiento de liberación animal, amplió el debate en la filosofía académica y popularizó el término especismo.
Desde finales de la década de 1970, un grupo de científicos de los EE. UU. argumentó que la dieta basada en grasa y proteína animal, como lo es la dieta promedio estadounidense, es perjudicial para la salud. Propusieron, por tanto, una dieta de origen vegetal baja en grasas la cual podría prevenir y tal vez hasta revertir ciertas enfermedades crónicas como enfermedades coronarias, diabetes y ciertos tipos de cáncer.
En 1985, el cantautor Morrissey discutió la idea del vegetarianismo en su canción y álbum Meat is Murder. Su fama generalizada y su estatus de culto contribuyeron a la popularidad de los estilos de vida sin carne.
En 1994, se fijó el 1 de noviembre como día mundial del veganismo en conmemoración de la fecha de creación de la Sociedad Vegana.

## SigloXXI

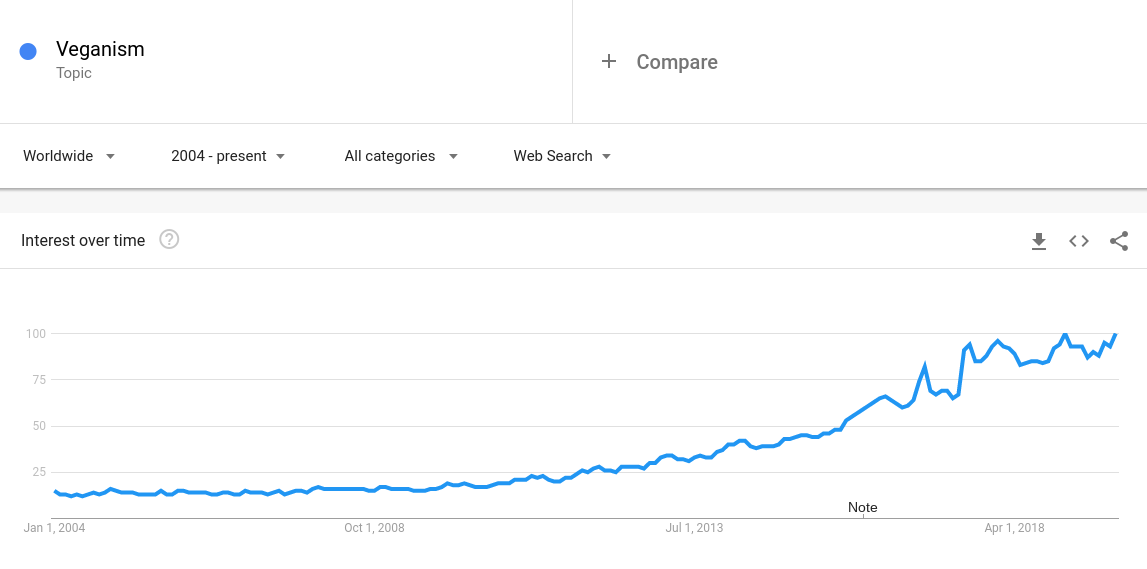
Las búsquedas en Google relacionadas con el veganismo han ido en aumento desde 2004.

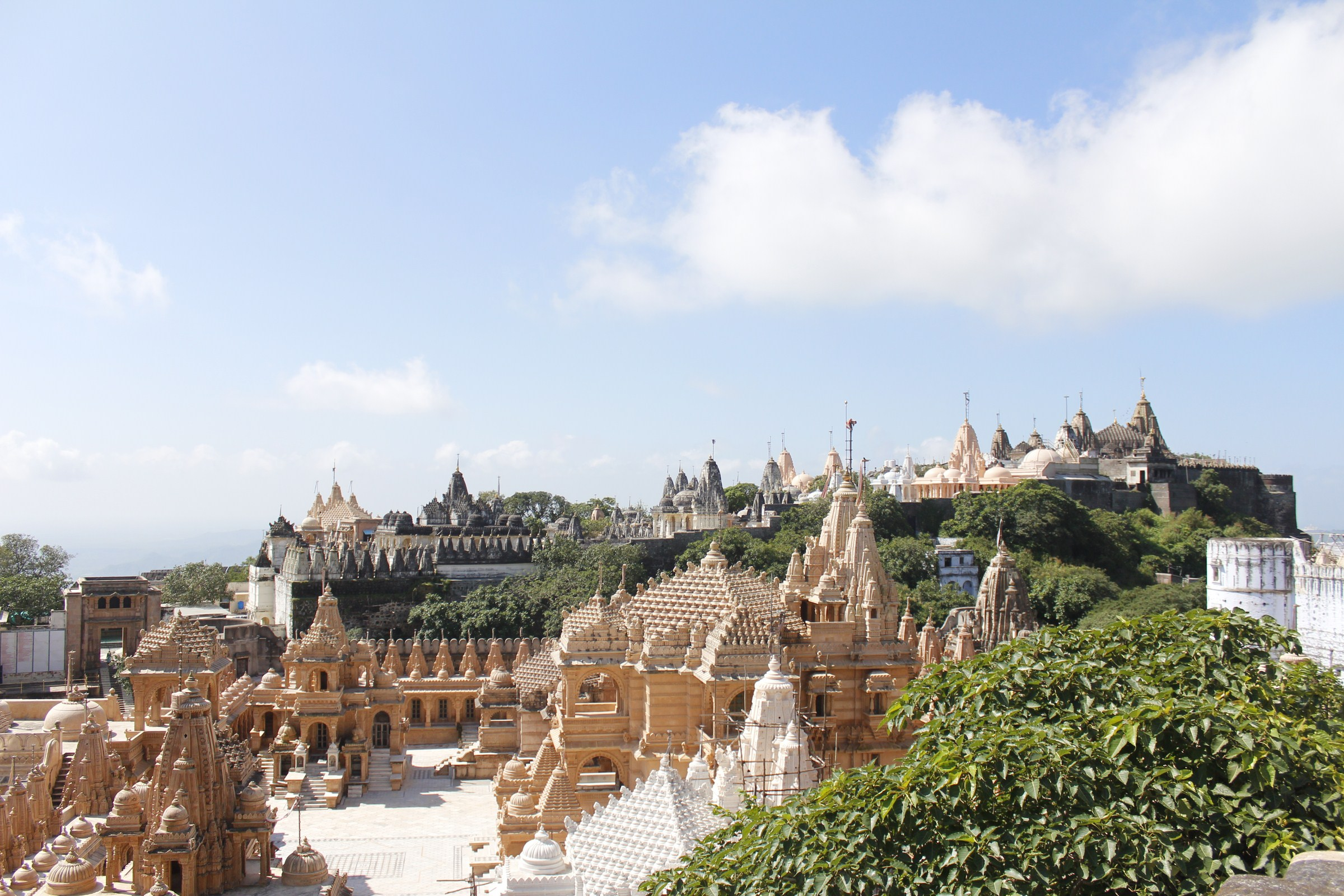
Palitana es la primera ciudad solo vegetariana del mundo.

El corresponsal en jefe de medicina de la cadena noticiosa de televisión CNN, Sanjay Gupta, dijo en su documental The last heart attack (El último ataque al corazón, 2011) que The China Study (El estudio de China, 2005) de Campbell, había cambiado la dieta de todo el mundo, incluido el mismo Gupta.
Algunos célebres políticos y atletas estadounidenses han adoptado dietas veganas a tiempo completo o parcial. Pese a la ofuscación de los veganos, la idea «flexi-vegan» (veganismo flexible) también había ganado adeptos: Mark Bittman, el columnista de alimentos del New York Times, recomienda seguir una dieta vegana antes de las 6:00 de la tarde, luego se es libre de consumir lo que se desee.
En 2010, el Parlamento Europeo adoptó una directriz de etiquetado para los alimentos de tipo vegano que entró en vigor en el año 2015. La primera «carnicería» vegetariana de la que se tuvo noticia fue la «De Vegetarische Slager», la cual vende productos vegetarianos con sabor a carne para atraer clientes; abrió sus puertas en el 2010 en los Países Bajos.
En 2011, la agencia de noticias estadounidense Associated Press informó que en EE. UU. la dieta vegana «pasó de marginal a común». Los chefs dijeron que la comida vegana se había vuelto popular y las cadenas de restaurantes han comenzado a incluir platos vegetarianos en sus menús. El artículo sobre el veganismo en la Wikipedia en inglés fue visto 73.000 veces durante el mes de agosto de 2009 y 145.000 veces en ese mismo mes del año 2013. Durante este último periodo los artículos sobre el veganismo fueron más visitados que los artículos sobre el vegetarianismo en los idiomas inglés, francés, alemán, portugués, ruso y español.
En 2013, los primeros supermercados veganos aparecieron en Alemania. El Oktoberfest, que tradicionalmente ha sido una feria de carne, ofreció platos veganos por primera vez en sus 200 años de historia. Ese mismo año PS 244 en Queens se convirtió en la primera escuela pública en Nueva York en adoptar un menú totalmente vegetariano. Las comidas aún cumplen con los estándares de proteína requeridos por el USDA.
En 2014, la ciudad de Palitana, destino de peregrinación jainista en el estado indio de Guyarat, se convirtió en la primera ciudad del mundo en ser legalmente vegetariana. Ha prohibido o ilegalizado la compra y venta de carne, pescado y huevos, y también trabajos relacionados, como la pesca y el encierro de «animales de comida».
Según una encuesta de 2018, aproximadamente el 25% de las cenas que se consumen en el Reino Unido contienen carne ni pescado. H oy se estima que los vegetarianos indios, principalmente lacto-vegetarianos, representan más del 70% de los vegetarianos del mundo. Constituyen del 20% al 42% de la población en India, mientras que menos del 30% son consumidores habituales de carne. En los Estados Unidos, las encuestas muestran que aproximadamente 1–2.8% de los adultos no comen carne, pollo o pescado.